# Planodema cantaloubei
Planodema cantaloubei là một loài bọ cánh cứng trong họ Cerambycidae.